# Neuroleon lepidus
Neuroleon lepidus är en insektsart som först beskrevs av Hermann Julius Kolbe 1897.  Neuroleon lepidus ingår i släktet Neuroleon och familjen myrlejonsländor. Inga underarter finns listade i Catalogue of Life.